# علف خوک
علف خوک گیاهی است که به گیاهان پست و ابتدایی همچون سرخسها همانندی دارند و ساختمان پیچیده‌ای ندارد. تکثیر علف خوک به‌وسیله تقسیم بوته و کشت هاگ‌ها است.
علف خوک نیز اگر چه استوانه‌ای‌شکل‌تر از پنجه‌گرگ است، ولی شبیه به آن بوده و یکی از گونه‌های پنجه‌گرگ است که در جلبک‌های مرطوب می‌روید. ریشه‌هایش مستقیماً از شاخه‌ها نمی‌رویند، بلکه از شاخه‌های بدون برگی که ریزوفور نام دارد به وجود می‌آیند.